# Liga Narodów UEFA (2024/2025)/Grupa A1
W Grupie A1 Ligi Narodów UEFA 2024/25 brały udział następujące zespoły:
- Chorwacja
- Portugalia
- Polska
- Szkocja

## Tabela
| Lp. | Drużyna        | M | Z | R | P | B+ | B- | +/– | Pkt | Kwalifikacja lub spadek |  | Portugalia | Chorwacja | Szkocja | Polska |
| --- | -------------- | - | - | - | - | -- | -- | --- | --- | ----------------------- |  | ---------- | --------- | ------- | ------ |
| 1   | Portugalia (A) | 6 | 4 | 2 | 0 | 13 | 5  | +8  | 14  | ćwierćfinał             |  |            | 2–1       | 2–1     | 5–1    |
| 2   | Chorwacja (A)  | 6 | 2 | 2 | 2 | 8  | 8  | 0   | 8   | ćwierćfinał             |  | 1–1        |           | 2–1     | 1–0    |
| 3   | Szkocja (B, S) | 6 | 2 | 1 | 3 | 7  | 8  | −1  | 7   | baraż o utrzymanie      |  | 0–0        | 1–0       |         | 2–3    |
| 4   | Polska (S)     | 6 | 1 | 1 | 4 | 9  | 16 | −7  | 4   | spadek do Dywizji B     |  | 1–3        | 3–3       | 1–2     |        |

## Wyniki
| 5 września 2024 | Portugalia             | 2:1   | Chorwacja        |                                                                 |
| 20:45 CET       | Dalot 7' · Ronaldo 34' | (2:1) | 41' (sam.) Dalot | Estádio da Luz, Lizbona Widzów: 57 675 Sędzia: Halil Umut Meler |

| 5 września 2024 | Szkocja                     | 2:3   | Polska                                                    |                                                           |
| 20:45 CET       | Gilmour 46' · McTominay 77' | (0:2) | 8' Szymański · 44' (k.) Lewandowski · 90+7' (k.) Zalewski | Hampden Park, Glasgow Widzów: 46 356 Sędzia: Glenn Nyberg |

| 8 września 2024 | Chorwacja  | 1:0   | Polska |                                                             |
| 20:45 CET       | Modrić 52' | (0:0) |        | Opus Arena, Osijek Widzów: 12 612 Sędzia: François Letexier |

| 8 września 2024 | Portugalia                  | 2:1   | Szkocja      |                                                                 |
| 20:45 CET       | Fernandes 54' · Ronaldo 88' | (0:1) | 7' McTominay | Estádio da Luz, Lizbona Widzów: 59 894 Sędzia: Maurizio Mariani |

| 12 października 2024 | Chorwacja                    | 2:1   | Szkocja      |                                                                |
| 18:00 CET            | Matanović 36' · Kramarić 70' | (1:1) | 33' Christie | Stadion Maksimir, Zagrzeb Widzów: 21 702 Sędzia: István Kovács |

| 12 października 2024 | Polska        | 1:3   | Portugalia                                    |                                                                    |
| 20:45 CET            | Zieliński 78' | (0:2) | 26' Silva · 37' Ronaldo · 88' (sam.) Bednarek | Stadion Narodowy, Warszawa Widzów: 56 854 Sędzia: Serdar Gözübüyük |

| 15 października 2024 | Polska                                      | 3:3   | Chorwacja                           |                                                                                 |
| 20:45 CET            | Zieliński 5' · Zalewski 45' · Szymański 68' | (2:3) | Sosa 19' · Sučić 24' · Baturina 26' | Stadion Narodowy, Warszawa Widzów: 56 103 Sędzia: Alejandro Hernández Hernández |

| 15 października 2024 | Szkocja | 0:0   | Portugalia |                                                              |
| 20:45 CET            |         | (0:0) |            | Hampden Park, Glasgow Widzów: 49 057 Sędzia: Lawrence Visser |

| 15 listopada 2024 | Szkocja    | 1:0   | Chorwacja |                                                            |
| 20:45 CET         | McGinn 86' | (0:0) |           | Hampden Park, Glasgow Widzów: 48 810 Sędzia: Orel Grinfeld |

| 15 listopada 2024 | Portugalia                                                  | 5:1   | Polska      |                                                                |
| 20:45 CET         | Leão 59' · Ronaldo 72' (k.), 87' · Fernandes 80' · Neto 83' | (0:0) | 88' Marczuk | Estádio do Dragão, Porto Widzów: 47 239 Sędzia: Donatas Rumšas |

| 18 listopada 2024 | Chorwacja    | 1:1   | Portugalia |                                            |
| 20:45 CET         | Gvardiol 65' | (0:1) | 33' Félix  | Stadion Poljud, Split Sędzia: Davide Massa |

| 18 listopada 2024 | Polska         | 1:2   | Szkocja                     |                                                      |
| 20:45 CET         | Piątkowski 59' | (0:1) | 3' McGinn · 90+3' Robertson | Stadion Narodowy, Warszawa Sędzia: Christian Dingert |

## Strzelcy

### 5 goli
- Cristiano Ronaldo

### 2 gole
- Nicola Zalewski
- Piotr Zieliński
- Sebastian Szymański
- Bruno Fernandes
- John McGinn
- Scott McTominay

### 1 gol
- Joško Gvardiol
- Andrej Kramarić
- Igor Matanović
- Luka Modrić
- Borna Sosa
- Martin Baturina
- Petar Sučić
- Dominik Marczuk
- Robert Lewandowski
- Kamil Piątkowski
- Diogo Dalot
- João Félix
- Rafael Leão
- Pedro Neto
- Bernardo Silva
- Ryan Christie
- Billy Gilmour
- Andrew Robertson

### Gole samobójcze
- Jan Bednarek (dla Portugalii)
- Diogo Dalot (dla Chorwacji)